# Metal Slug Anthology
Metal Slug Anthology (uscito in Giappone col nome Metal Slug Complete (メタルスラッグコンプリート?, Metaru Suraggu Konpurīto) e per PC col nome Metal Slug Collection PC, che inoltre è differente dalla versione Anthology) è una raccolta di videogiochi pubblicata per PSP, PlayStation Store, Wii, PlayStation 2 e PC che comprende tutti i giochi della serie Metal Slug pubblicati fino al 2006. La raccolta è stata pubblicata per festeggiare il decimo anniversario del primo episodio.

## Giochi
La raccolta comprende:
- Metal Slug
- Metal Slug 2
- Metal Slug X
- Metal Slug 3
- Metal Slug 4
- Metal Slug 5
- Metal Slug 6

Tutti gli episodi di Metal Slug (ad eccezione di Metal Slug 7 e Metal Slug XX) sono inclusi in un unico disco; la serie, nonostante la conversione diretta dall'arcade, non è stata alterata.

## Extra
Alla fine di ogni episodio, il gioco attribuisce dei "gettoni" che serviranno per sbloccare alcuni extra; questi sono:
- Art Gallery: una galleria di concept art dal primo episodio all'ultimo.
- Sound Gallery: galleria in cui vi sono tutte le musiche di tutti gli episodi.
- Opzioni di Gioco: varie opzioni esclusive, tra cui la difficoltà di gioco, il numero di vite dei giocatori, e la possibilità di impostare il fuoco automatico per le armi.
- Interviste: Un'intervista fatta ai creatori della serie riguardanti i vari giochi. Tutta l'intervista è stata effettuata dal sito, chiamato Metal Slug Database.